# Ernst Marschall von Bieberstein
Ernst August Friedrich Hans Freiherr Marschall von Bieberstein (* 30. Juli 1816 in Wiesbaden; † 8. November 1860) war ein deutscher Jurist, Kammerherr und Mitglied der Ersten Kammer der Landstände des Herzogtums Nassau.

## Leben
Ernst Marschall von Bieberstein entstammte dem meißnischen Adelsgeschlecht Marschall von Bieberstein, das sich im 18./19. Jahrhundert im Herzogtum Nassau ausbreitete und zahlreiche namhafte Persönlichkeiten hervorgebrachte. Er war ein Sohn des Staatsministers Ernst Franz Ludwig Marschall von Bieberstein (1770–1834) und dessen Ehefrau Karoline Frein von Veltheim (1783–1840)
und wuchs mit seinen Geschwistern Friedrich Wilhelm (1806–1865, Domänenrat und Landtagsabgeordneter), Charlotte Friederike (1810–1832, ⚭ 1829 Emil August von Dungern), Dorothea Natalie (1808–1888, ⚭ 1834 Emil August von Dungern), Adolfine (1803, ⚭ 1828 Heinrich Friedrich Carl von Rettberg († 1844), Herzöglich nassauischer Oberst und Flügeladjutant), Luise Caroline (1804–1884, ⚭ 1827 Freiherr Friedrich Gerhard von Wintzingerode (1799–1870, Königlich preußischer Regierungspräsident)), Auguste Therese(1805–1883, ⚭ 1830 Freiherr Friedrich Ernst Ludwig Heinrich von und zu Gilsa (1799–1859, Herzöglich nassauischer Kammerherr und Oberjägermeister)) und Marie Luise (1819–1904, ⚭ 1846 Freiherr Adolf Ludwig Marschall von Bieberstein (1806–1891, Badischer Kammerherr und Wirklicher Geheimer Rat)) auf.
Nach dem Studium der Rechtswissenschaften an der Georg-August-Universität Göttingen mit dem Examen im Jahre 1839 wurde er Akzessist bei der nassauischen Regierung, bis er dort 1846 Assessor und Domänenrat wurde.
Von 1852 bis 1853 war er Mitglied der Ersten Kammer der Landstände des Herzogtums Nassau als Vertreter der Gräfin von Giech. 1854 vertrat er die Gräfin von Kielmansegge in dem Parlament.
Von 1854 bis 1856 war er Obersteuerrat beim Finanzkollegium in Wiesbaden und nach seiner Versetzung in den Ruhestand von 1857 bis 1860 Kammerherr. In dieser Funktion unterstand er dem Hofmarschall und war einer der höchsten Beamten des Landesherrn, Herzog Adolph von Nassau.

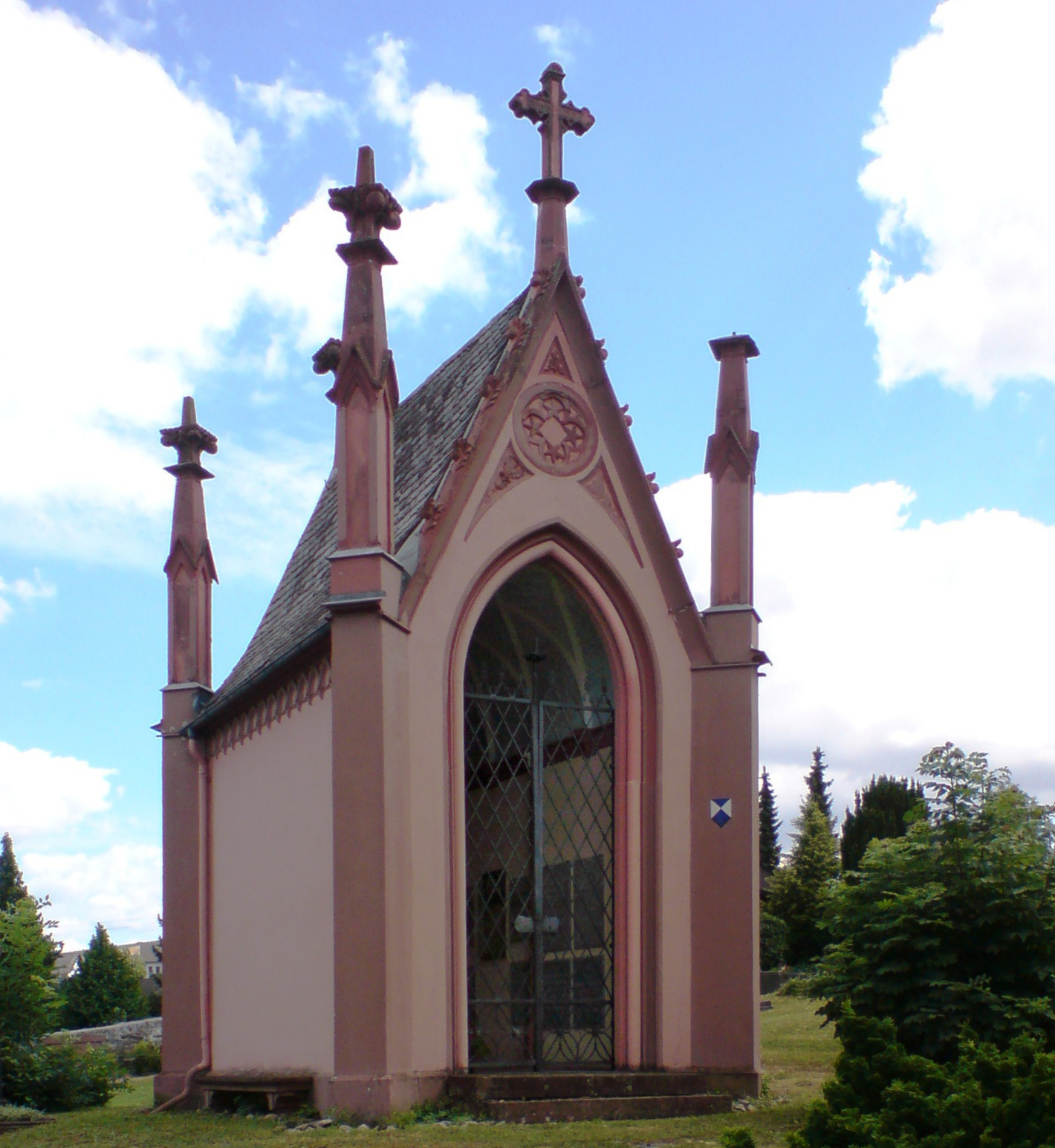
Bieberstein'sche Gruft auf dem Hahnstätter Friedhof

Er fand seine letzte Ruhestätte in der Bieberstein'schen Gruft, die zu Ehren seines Vaters auf dem Hahnstätter Friedhof errichtet wurde.